# Johann Scheerer

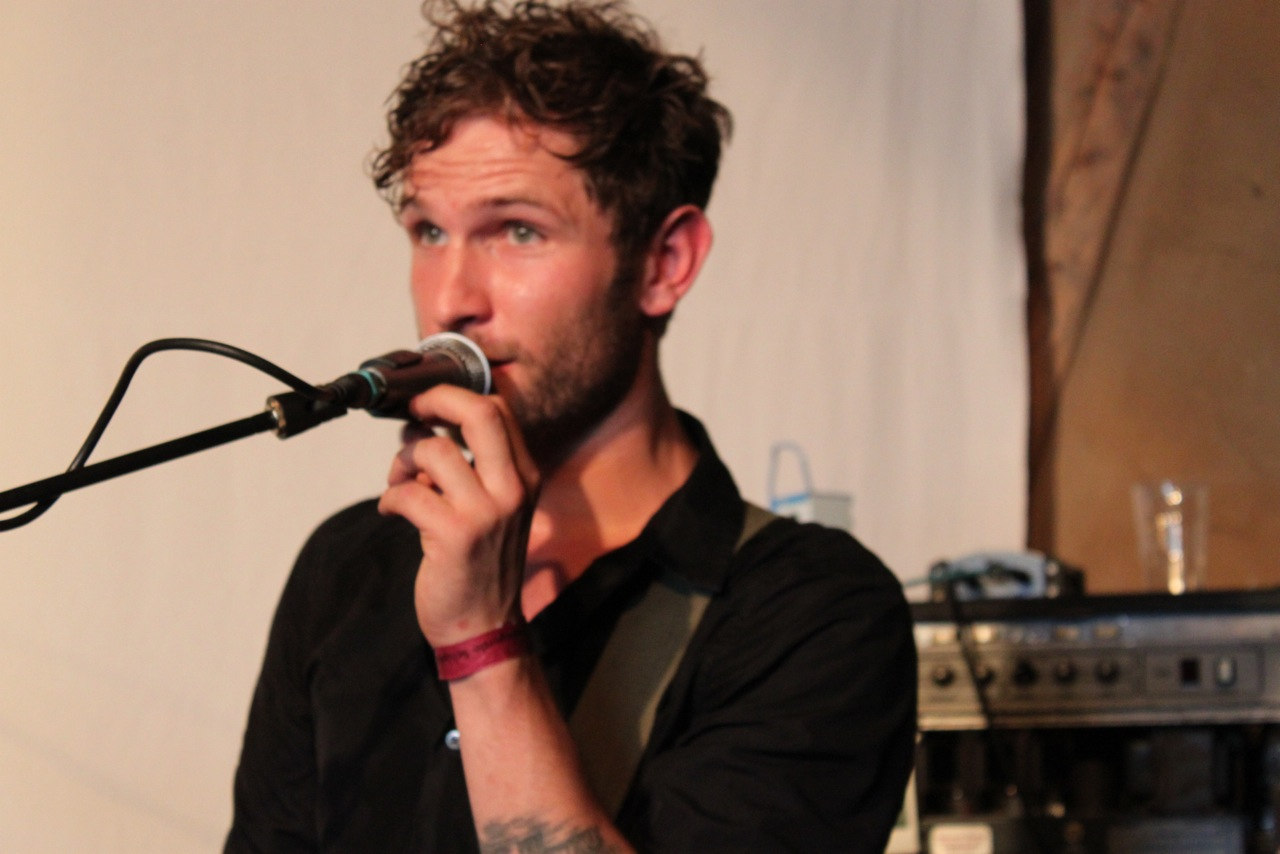
Johann Scheerer (2012)

Johann Wilhelm Karl Jakob Scheerer (* 6. November 1982 in Henstedt-Ulzburg) ist ein deutscher Schriftsteller, Musiker und Musikproduzent aus Hamburg. Bekannt wurde er durch Produktionen für Bands wie Omar Rodríguez-López, Bosnian Rainbows, At the Drive-In, Pete Doherty, Faust, Stella oder 1000 Robota.

## Leben und Wirken
Johann Scheerer wurde als Sohn von Ann-Kathrin Scheerer und Jan Philipp Reemtsma geboren, wuchs in Hamburg auf und besuchte das Christianeum bis zum Abitur.
Mit 16 Jahren gewann er mit der Schülerband „Am kahlen Aste“ einen Talentwettbewerb, dessen Preis ein Treffen mit den damals erfolgreichen Musikproduzenten Berman Brothers (Caught in the Act, Hanson) war. Es folgte ein Plattenvertrag bei Epic/Sony und die Veröffentlichung von drei Singles und einem Album unter dem Bandnamen Score!. Der Erfolg blieb allerdings hinter den Erwartungen der Plattenfirma zurück; nach Kündigung des Vertrags löste sich die Band etwa zwei Jahre später auf.
Vertragsfrei begann Johann Scheerer, die Aufnahmen der Band selbst in die Hand zu nehmen. Es folgte die Einrichtung des Tonstudios „RekordBox“ in zwei übereinander stehenden Baucontainern auf einem besetzten Platz des Gartenkunstnetzes in der Eifflerstraße in Hamburg.
2004 zog er gemeinsam mit Henning Schmidt (Plemo) in das Tonstudio Phonraum im ehemaligen Taz-Gebäude in der Chemnitzstraße ein. Nach mehreren Demoproduktionen endete die Zusammenarbeit mit Schmidt. 2006 eröffnete Scheerer mit Thies Mynther das komplett analoge Tonstudio Clouds Hill Recordings in Hamburg. Es folgten nationale und internationale Produktionen. 2008 schloss sich Chris von Rautenkranz mit dem Soundgarden Mastering den Räumen der Clouds Hill Recordings an.
Später im Jahr 2008 rief Scheerer das Projekt Taka-Takaz ins Leben. Zwölf seiner Songs wurden mit den Musikern Omar Rodriguez Lopez (At the Drive-In, The Mars Volta), Marco Haas (T.Raumschmiere), Jessica Drosten (Das Bierbeben), Thies Mynther (Phantom/Ghost, Stella), Bubi Blacksmith (Zed Yago), Mense Reents (Die Vögel, Stella), Sebastian Nagel (Mocambo/The Ape) und Albrecht Schrader vertont und als zwei 10″-EPs Leslie White und Leslie Black veröffentlicht.
2009 gründete Scheerer zusammen mit seinem Bandkollegen Sebastian Nagel das Label Clouds Hill Ltd., das zunächst im gleichnamigen Studio aufgenommene und auf 500 Stück limitierte 7″-Singles veröffentlichte. Nach den Veröffentlichungen der Alben Fukui der Hamburger Band Stella und Beauty der Freiburger Band Kraków Loves Adana etablierte sich das Label auch mit 10″-EPs und 12″-Longplayern.
2010 wechselte Scheerer mit Clouds Hill Ltd. zu dem international aufgestellten Vertrieb Roughtrade Distribution. Im Herbst 2010 erreichte die Band Stella mit der Remix-12″ „Office & Store“ Platz 7 der deutschen Clubcharts (DCC).
Die 2012 erschienene …live-at-Clouds-Hill-Vinylbox enthält sieben Künstler, die ein Konzert im Clouds Hill Recordings gespielt hatten, unter ihnen Faust & Omar Rodriguez Lopez, Gallon Drunk, Bosnian Rainbows, The Ape und Léonore Boulanger.
2012 produzierte er unter anderem das Debüt-Album des Berliner Künstlers ALLIE und das erste Album von Rodriguez Lopez’ neuer Band Bosnian Rainbows, das im Mai 2013 bei Clouds Hill erschien. 2014 traf er auf Pete Doherty, der ihn bat, sein Soloalbum zu produzieren. „Der Typ hat mein Leben gerettet“, äußerte Doherty kurz darauf. Für das von ihm produzierte Soloalbum Dohertys, das 2016 erschien, wurde Scheerer für den Hamburger Musikpreis „Hans“ nominiert. 2016 veröffentlichte Scheerers Label Clouds Hill eine limitierte 12"-Single mit je einem exklusiven Song von Peter Doherty und James Johnston zum Record Store Day 2016.
2017 startete Scheerer mit seinem Label Clouds Hill und Warner Music Central Europe eine Kooperation zum Aufbau von Nachwuchstalenten. Die Kooperation schließt ein, dass etablierte Künstler die professionelle Infrastruktur des Hamburger Majors nutzen.
Scheerers Produktion des Alice-Phoebe-Lou-Songs She landete auf der Shortlist für den Oscar 2018 in der Kategorie Bester Filmsong.
Am 1. März 2018 veröffentlichte Johann Scheerer das autobiografische Buch Wir sind dann wohl die Angehörigen. Die Geschichte einer Entführung. Darin schildert er die Entführung seines Vaters 1996 aus Sicht der Familie. Es landete in der ersten Verkaufswoche auf Platz 19 der Spiegel-Bestsellerliste und war für den aspekte-Literaturpreis 2018 nominiert. Das von Scheerer gesprochene Hörbuch wurde für den Deutschen Hörbuchpreis vorgeschlagen. Der Kinostart des im Frühjahr 2021 von Hans-Christian Schmid verfilmten Buches fand am 3. November 2022 statt. Scheerer wird hierin von Claude Heinrich dargestellt. Scheerers autobiographischer Roman Unheimlich nah, der vom Erwachsenwerden in der ständigen Gegenwart von Personen- und Objektschützern erzählt, erschien im Januar 2021. Mit Play veröffentlichte er 2025 einen weiteren Roman.

## Musikstil
Scheerers Stil reicht von Pop über Indie bis zu Avantgarde-Klangexperimenten.

## Diskographie (Auswahl)
| 1000 Robota - Hamburg brennt (EP), 2008 - Du nicht, er nicht, sie nicht (LP), 2008 Rocko Schamoni & L’Orchestre Mirage - Die Vergessenen, 2015 Peter Doherty / James Johnston - Record Store Day 12", 2016 Peter Doherty - Hamburg Demonstrations, 2016 Taka-Takaz - Leslie White EP, 2008 - Leslie Black EP, 2008 Karamel - Komm Besser Ins Haus, 2005 - Tritt Kerben In den Asphalt, 2006 - Schafft Eisland, 2007 - Maschinen, 2009 - ~ (Tilde), 2013 James Johnston - The Starless Room (2016) | Kraków Loves Adana - Beauty, 2010 - Interview, 2012 Gallon Drunk - The Road Gets Darker From Here, 2012 - The Soul Of The Hour, 2014 Faust - Something Dirty, 2011 Phantom/Ghost (Engineering/Mix) - Thrown Out Of Drama School, 2009 - The Process, 2009 - Live At Clouds Hill, 2009 At the Drive-In - Diamanté EP 2018 Stella - Fukui, 2010 - Office & Store, 2011 Anajo - Drei, 2011 Alice Phoebe-Lou - She, 2018 | Tonia Reeh - Boykiller, 2011 - Fight of the stupid, 2013 Sion Hill - Elephant, 2017 The Ape - The Ape, 2008 - Nothing But An Underapement, 2010 - Fashion (EP), 2011 Dutch Uncles - Dutch Uncles, 2008 Frank Spilker (Co Produktion/Engineering) - Mit All Den Leuten, 2010 Michaela Meise (Engineering/Mix) - Preis Dem Todesüberwinder, 2011 Bosnian Rainbows - Bosnian Rainbows, 2013 Matija - Are We An Electric Generation Falling Apart? (2017) Omar Rodríguez-López - The Clouds Hill Tapes Pt. I, II & III (2020) |

## Bücher
- Wir sind dann wohl die Angehörigen. Die Geschichte einer Entführung. Piper, München 2018, ISBN 978-3-492-05909-1.
- Unheimlich nah. Roman. Piper, München 2021, ISBN 978-3-492-05915-2.
- Play. Roman. Piper, München 2025.